# Willian Arão
Willian Souza Arão da Silva (São Paulo, 12 de marzo de 1992) es un futbolista brasileño que juega como centrocampista para el Santos F. C. del Campeonato Brasileño de Serie A.

## Carrera
Willian Arão comenzó su carrera jugando en las inferiores de Athletico Paranaense. Debido a su prominencia, fue a la base de São Paulo en 2008. Después de tres años con el club, se mudó durante ocho meses al Espanyol de Barcelona. Debido a dificultades internas, no extendió el contrato y regresó a Brasil. En octubre de 2011, firmó un contrato con Atlético Paranaense. Debutó seis meses después, en abril de 2012. Jugó durante todo el partido y recibió una tarjeta amarilla en el minuto 89, en el que el club ganó 2-1. De mayo a septiembre de 2012, jugó seis partidos y usualmente lideró el juego. En octubre, sufrió una lesión menor, el club perdió con un 0-2 contra Cruzeiro. En diciembre fue nominado para la Copa Mundial de Clubes de la FIFA, pero no jugó ningún partido. De 2013 a 2014 fue prestado a Portuguesa, Chapecoense y Atlético Goianiense. En 2015 fue fichado por Botafogo y un año después se fue al Flamengo.

### Flamengo
El fichaje de Flamengo estuvo vinculada a una disputa que Arão tuvo con Botafogo. El proceso implicó una cláusula contractual según la cual Botafogo y Arão habría podido comprometerse a otro año haciendo un pago único. Arão ganó este proceso en febrero de 2017. El 1 de enero de 2016, Arão se incorporó al Flamengo en forma gratuita. Marcó su primer gol con la camiseta rojinegra el 24 de enero en un partido amistoso contra Santa Cruz, en la derrota del Flamengo por 3-1.
El 28 de diciembre de 2016 firmó un nuevo contrato por tres años, hasta diciembre de 2019.
En abril de 2019 encabezó el primer gol rubri-negro en el segundo partido de la final del Campeonato Carioca 2019 contra Vasco da Gama. Con la llegada del entrenador portugués Jorge Jesús al club en junio de 2019, comenzó a jugar como el primer centrocampista, jugando de forma más defensiva. Willian Arão terminó el año en lo más alto con la Nación y fue el jugador que más partidos disputó con el Flamengo en 2019: 64 partidos.
Al igual que en 2019, Willian Arão fue el jugador que más partidos disputó con el Flamengo este año. Jugador clave del equipo, el centrocampista disputó 47 de los 58 partidos del club en 2020, lo que representa el 81% del total.
Arão dejó el Flamengo, donde jugó 377 partidos, marcó 35 goles, dio 29 asistencias 30 asistencias, 88% de precisión en pases
72% de precisión en pases largos, 669 placajes 1970 balones recuperados. Ganó la Libertadores, dos Campeonatos Brasileños, dos Supercopas de Brasil, una Recopa Sudamericana y cuatro campeonatos estatales, siendo uno de los jugadores más exitosos del club y un referente: si él brillaba, el equipo brillaba. Si él no lo hacía bien, el equipo también lo hacía mal.

### Europa
Con Jorge Jesus se volvió a reencontrar en julio de 2022 cuando fichó por el Fenerbahçe S. K. turco. Allí estuvo una única temporada, en la que ganó la Copa de Turquía.
En agosto de 2023 recaló en el Panathinaikos F. C. con el que firmó por dos años.Willian Arão debutó con su nuevo club el 3 de septiembre, en un partido contra el PAOK. En su segundo partido como titular con el Panathinaikos, el 28 de septiembre, marcó su primer gol con el club, abriendo el marcador en la victoria por 4-1 sobre el Asteras Tripolis. El partido, válido por la Superliga griega, se disputó fuera de casa.
En su ultima temporada jugó 39 partidos. Finalizó su etapa en Grecia al final de la temporada 2024-25 con 83 partidos y 4 goles, además de ganar la Copa de Grecia 2023-24.

### Santos
El 1 de julio de 2025, Santos F.C. anunció su fichaje. Llegó al peixe gratis y firmó contrato hasta diciembre de 2026, con posibilidad de renovación por una temporada más.

## Palmarés

### Campeonatos regionales
| Título              | Club              | Estado         | Año  |
| ------------------- | ----------------- | -------------- | ---- |
| Campeonato Paulista | S. C. Corinthians | São Paulo      | 2013 |
| Taça Guanabara      | Botafogo F. R.    | Río de Janeiro | 2015 |
| Campeonato Carioca  | C. R. Flamengo    | Río de Janeiro | 2017 |
| Taça Guanabara      | C. R. Flamengo    | Río de Janeiro | 2018 |
| Taça Río            | C. R. Flamengo    | Río de Janeiro | 2019 |
| Campeonato Carioca  | C. R. Flamengo    | Río de Janeiro | 2019 |
| Campeonato Carioca  | C. R. Flamengo    | Río de Janeiro | 2020 |
| Campeonato Carioca  | C. R. Flamengo    | Río de Janeiro | 2021 |

### Campeonatos nacionales
| Título              | Club                | País    | Año  |
| ------------------- | ------------------- | ------- | ---- |
| Serie B             | Botafogo F. R.      | Brasil  | 2015 |
| Serie A             | C. R. Flamengo      | Brasil  | 2019 |
| Supercopa de Brasil | C. R. Flamengo      | Brasil  | 2020 |
| Serie A             | C. R. Flamengo      | Brasil  | 2020 |
| Supercopa de Brasil | C. R. Flamengo      | Brasil  | 2021 |
| Copa de Brasil      | C. R. Flamengo      | Brasil  | 2022 |
| Copa de Turquía     | Fenerbahçe S. K.    | Turquía | 2023 |
| Copa de Grecia      | Panathinaikos F. C. | Grecia  | 2024 |

### Campeonatos internacionales
| Título                            | Club              | Sede           | Año  |
| --------------------------------- | ----------------- | -------------- | ---- |
| Copa Libertadores                 | S. C. Corinthians | São Paulo      | 2012 |
| Copa Mundial de Clubes de la FIFA | S. C. Corinthians | Japón          | 2012 |
| Recopa Sudamericana               | S. C. Corinthians | São Paulo      | 2013 |
| Copa Libertadores                 | C. R. Flamengo    | Lima           | 2019 |
| Recopa Sudamericana               | C. R. Flamengo    | Río de Janeiro | 2020 |
| Copa Libertadores                 | C. R. Flamengo    | Guayaquil      | 2022 |

### Distinciones individuales
| Distinción                            | Organizador         | Año        |
| ------------------------------------- | ------------------- | ---------- |
| Equipo Ideal del Campeonato Carioca   | FFERJ               | 2016       |
|                                       |                     |            |
| Equipo Ideal del Campeonato Brasileño | Bola de Prata       | 2016, 2019 |
| Equipo Ideal del Campeonato Brasileño | Trofeu Mesa Redonda | 2019       |
|                                       |                     |            |
| Equipo Ideal de la Copa Libertadores  | Conmebol            | 2021       |
| Equipo Ideal de América               | El País             | 2021       |